# Minas Viejas, Guerrero
Minas Viejas är en ort i Mexiko.   Den ligger i kommunen Taxco de Alarcón och delstaten Guerrero, i den sydöstra delen av landet, 110 km sydväst om huvudstaden Mexico City. Minas Viejas ligger 1 624 meter över havet och antalet invånare är 334.
Terrängen runt Minas Viejas är varierad. Runt Minas Viejas är det ganska tätbefolkat, med 172 invånare per kvadratkilometer. Närmaste större samhälle är Taxco de Alarcón, 2,9 km norr om Minas Viejas. I omgivningarna runt Minas Viejas växer huvudsakligen savannskog.